# Am Fischmarkt 13 a (Stralsund)

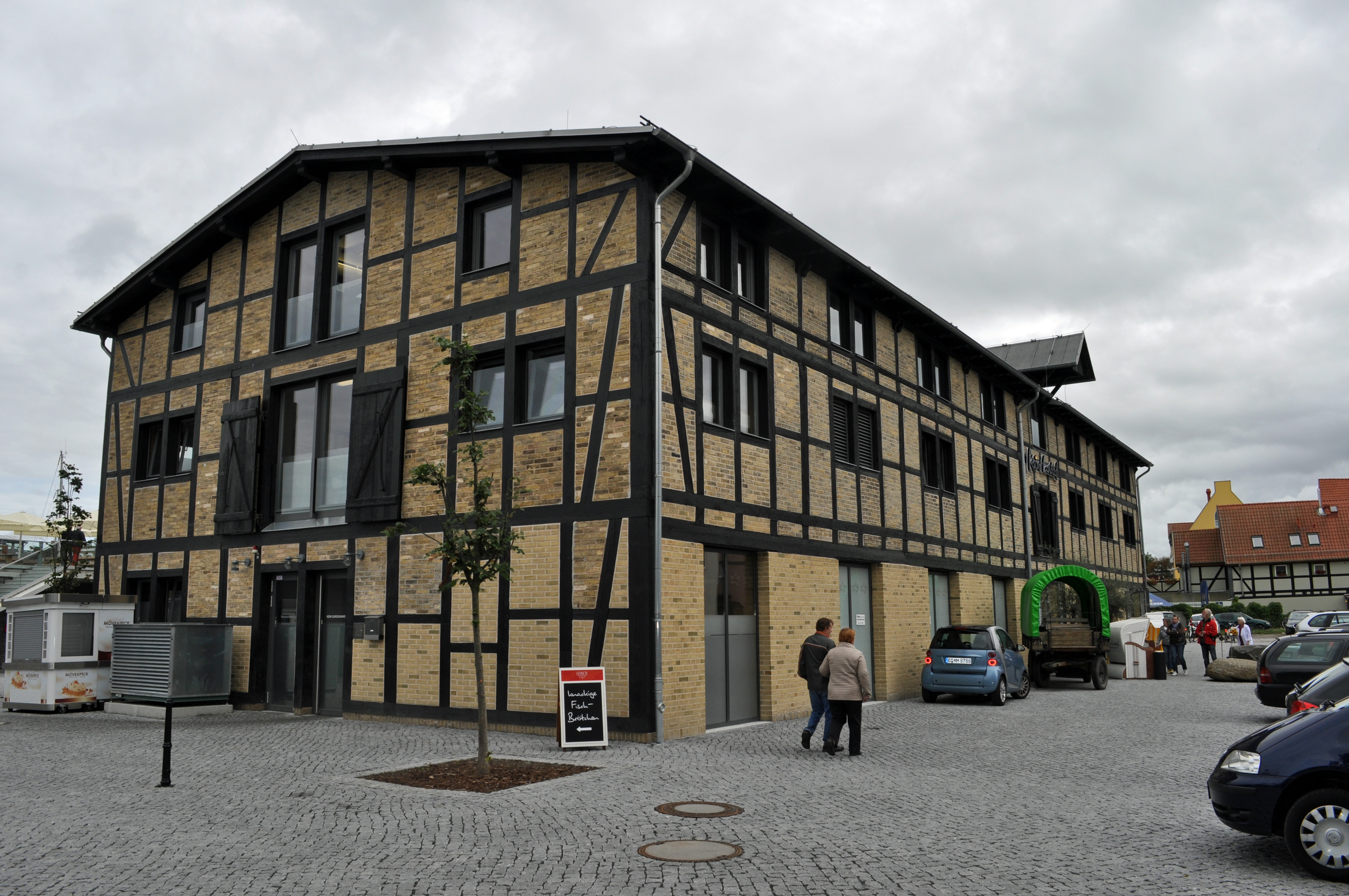
Das Haus Am Fischmarkt 13 a in Stralsund (2012)

Das Haus mit der postalischen Adresse Am Fischmarkt 13 a ist ein denkmalgeschütztes Gebäude in der Hansestadt Stralsund auf der Kron-Lastadie-Bastion in der Straße Am Fischmarkt.
Das langgestreckte Gebäude wurde in den Jahren 1864 und 1865 als Kanonenwagenschuppen errichtet. Der dreigeschossige Bau besitzt ein massives Erdgeschoss, darüber zwei Obergeschosse, die in Fachwerk mit Backsteinfüllung ausgeführt sind.
An der westlichen Längsseite, zur Straße Am Fischmarkt, existiert eine überdachte Aufzugsanlage.
Das Gebäude wurde in den 2010er Jahren umfassend saniert und erweitert und wird seitdem als Restaurant genutzt.
Das Haus liegt im Kerngebiet des von der UNESCO als Weltkulturerbe anerkannten Stadtgebietes des Kulturgutes „Historische Altstädte Stralsund und Wismar“. In die Liste der Baudenkmale in Stralsund ist es mit der Nummer 22 eingetragen.